# Liste der Baudenkmäler in Konnersreuth

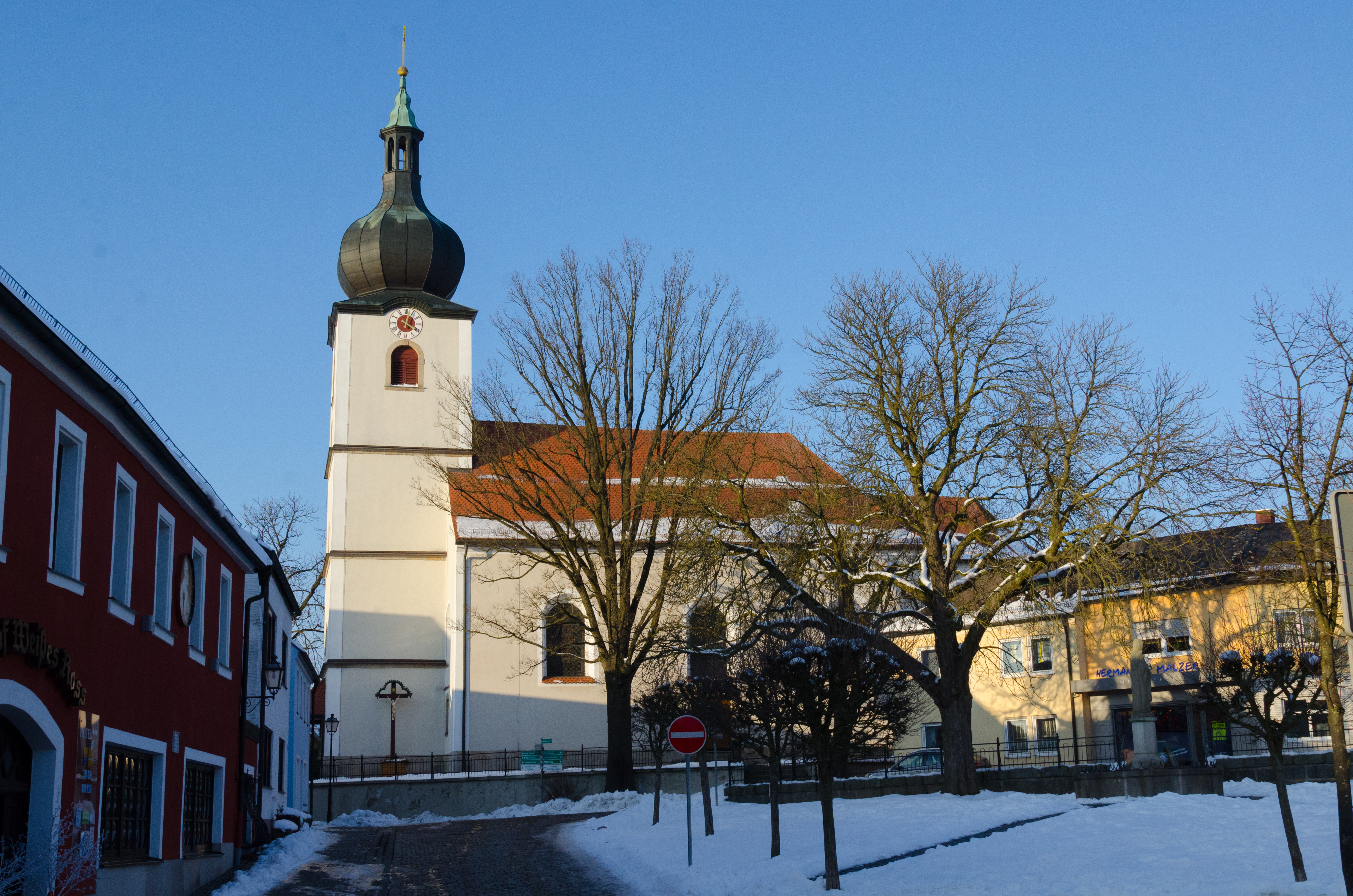
Pfarrkirche von Konnersreuth

Auf dieser Seite sind die Baudenkmäler in dem Oberpfälzer Markt Konnersreuth zusammengestellt. Diese Tabelle ist eine Teilliste der Liste der Baudenkmäler in Bayern. Grundlage ist die Bayerische Denkmalliste, die auf Basis des Bayerischen Denkmalschutzgesetzes vom 1. Oktober 1973 erstmals erstellt wurde und seither durch das Bayerische Landesamt für Denkmalpflege geführt wird. Die folgenden Angaben ersetzen nicht die rechtsverbindliche Auskunft der Denkmalschutzbehörde.

## Baudenkmäler nach Ortsteilen

### Konnersreuth
| Lage                                | Objekt | Beschreibung | Akten-Nr.    | Bild                                 |
| ----------------------------------- | --- | --- | ------------ | ------------------------------------ |
| Calvariberg (Standort)              | Kalvarienbergkapelle der Schmerzhaften Muttergottes, sogenannte Auerberg-Kapelle                                                 | Verputzter Massivbau mit Satteldach, gestuftem Giebel und schlichter Pilastergliederung, bezeichnet mit „1822“; mit Ausstattung | D-3-77-131-1 | weitere Bilder                       |
| Hauptstraße 2 (Standort)            | Pestsäule | Mit tabernakelähnlichem Aufsatz und Reliefs, Stein, 1652 | D-3-77-131-5 | weitere Bilder                       |
| Hauptstraße 20 (Standort)           | Dreiseithof, sogenannter Schafferhof                                                                                             | Wohnstallhaus, zweigeschossiger, verputzter Massivbau in Ecklage mit Satteldach Westlich und nördlich Scheunen, zweigeschossige Satteldachbauten; um 1800 | D-3-77-131-7 | Dreiseithof, sogenannter Schafferhof |
| Kirchplatz 2 (Standort)             | Katholische Pfarrkirche St. Laurentius                                                                                           | Saalbau, verputzter Massivbau mit Satteldach, schlichter Putzgliederung, eingezogenem, dreiseitig geschlossenem Chor mit angebauter Sakristei und Westturm mit Laternenzwiebelhaube, 1777–82; mit Ausstattung. Die Deckenfresken Diakonweihe des Laurentius, Abschied von Sixtus, Laurentius präsentiert dem Kaiser die Armen als Schätze der Kirche sind von dem Kirchenmaler des Neubarock Josef Wittmann aus 1912. Nebengebäude, eingeschossiger, verputzter Massivbau mit Satteldach und geohrten Granitfaschen, über eine Lourdesgrotten-Nische mit der Kirche verbunden, wohl zweite Hälfte 19. Jahrhundert | D-3-77-131-2 | weitere Bilder                       |
| Therese-Neumann-Platz 22 (Standort) | Ehemaliges Wohn- und Elternhaus der stigmatisierten Therese Neumann (8. April 1898–18. September 1962), ehemaliges Wohnstallhaus | Zweigeschossiger, verputzter Massivbau mit Satteldach, Zwerchgiebel und südlichem Anbau; mit Ausstattung | D-3-77-131-3 | weitere Bilder                       |

### Fockenfeld
| Lage                    | Objekt                                                                        | Beschreibung | Akten-Nr.    | Bild           |
| ----------------------- | ----------------------------------------------------------------------------- | --- | ------------ | -------------- |
| Fockenfeld 1 (Standort) | Ehemaliges Schloss und Sommersitz der Waldsassener Äbte, seit 1951 Salesianum | Hauptgebäude eines vierflügeligen Gebäudekomplexes, zweigeschossiger, verputzter Massivbau mit Satteldach, Putzgliederung, Eckrisaliten sowie mit Mittelrisalit mit Mezzaningeschoss, Mansardwalmdach, Granitportal und Dachreiter, von Philipp Muttone, um 1750–70, nach Brand um 1900 wiederhergestellt | D-3-77-131-6 | weitere Bilder |

### Keinem Gemeindeteil zugeordnet
| Lage | Objekt      | Beschreibung | Akten-Nr.    | Bild        |
| --- | ----------- | --- | ------------ | ----------- |
| Schachtsee; Feisnitz; Dornhof 3; Nähe Dornhof; Frühmäder; Hartlwiesen; Hochwald; Drei Backöfen; Im Park; Am Hochwald (Standort) | Grenzsteine | Teil der Grenzsteinreihe der sogenannten "Preußensteine" der ehemaligen, von 1791 bis 1810 gültigen Landesgrenze zwischen Preußen und Pfalz-Bayern, zwischen Buchbrunnen (Tschechien) bis Haingrün mit ursprünglich ca. 200 Grenzsteinen des im Vertrag vom 30. Juni 1803 neu festgesetzten Grenzverlaufs erhalten, heute noch teilweise Regierungsbezirksgrenze, Steine bezeichnet mit „Pr.“ (= Preußen) und „P.B.“ (= Pfalz-Bayern) sowie mit fortlaufender Ordnungsnummer (teilweise in den Gemeindegebieten von Pechbrunn, Waldsassen, Arzberg, Marktredwitz und Schirnding) | D-3-77-131-9 | Grenzsteine |

## Ehemalige Baudenkmäler
In diesem Abschnitt sind Objekte aufgeführt, die früher einmal in der Denkmalliste eingetragen waren, jetzt aber nicht mehr. Objekte, die in anderem Zusammenhang also z. B. als Teil eines Baudenkmals weiter eingetragen sind, sollen hier nicht aufgeführt werden. Aktennummern in diesem Abschnitt sind ehemalige, jetzt nicht mehr gültige Aktennummern.

| Lage                                          | Objekt           | Beschreibung          | Akten-Nr.    | Bild |
| --------------------------------------------- | ---------------- | --------------------- | ------------ | ---- |
| Konnersreuth An der Straße nach Waldsassen () | Pfeilerbildstock | Bezeichnet mit „1652“ | D-3-77-131-4 |      |